# Pashuwo
Der Pashuwo ist ein 6177 m hoher Berg im nördlichen Ganesh Himal an der nepalesisch-tibetischen Grenze.
Der Pashuwo liegt 3,88 km nördlich vom Langbo Kangri, mit welchem er über einen Berggrat verbunden ist. Die Schartenhöhe beträgt 707 m. An der Nordflanke des Pashuwo strömt der Longnanggletscher in nordwestlicher Richtung zum oberen Tsum-Tal. An der Südwestflanke verläuft der Poshiopgletscher ebenfalls nach Westen zum Tsum-Tal. Der Pashuwo liegt an der Wasserscheide zwischen dem Budhigandaki im Westen und dem Oberlauf der Trishuli im Osten.